# Lodi Nauta

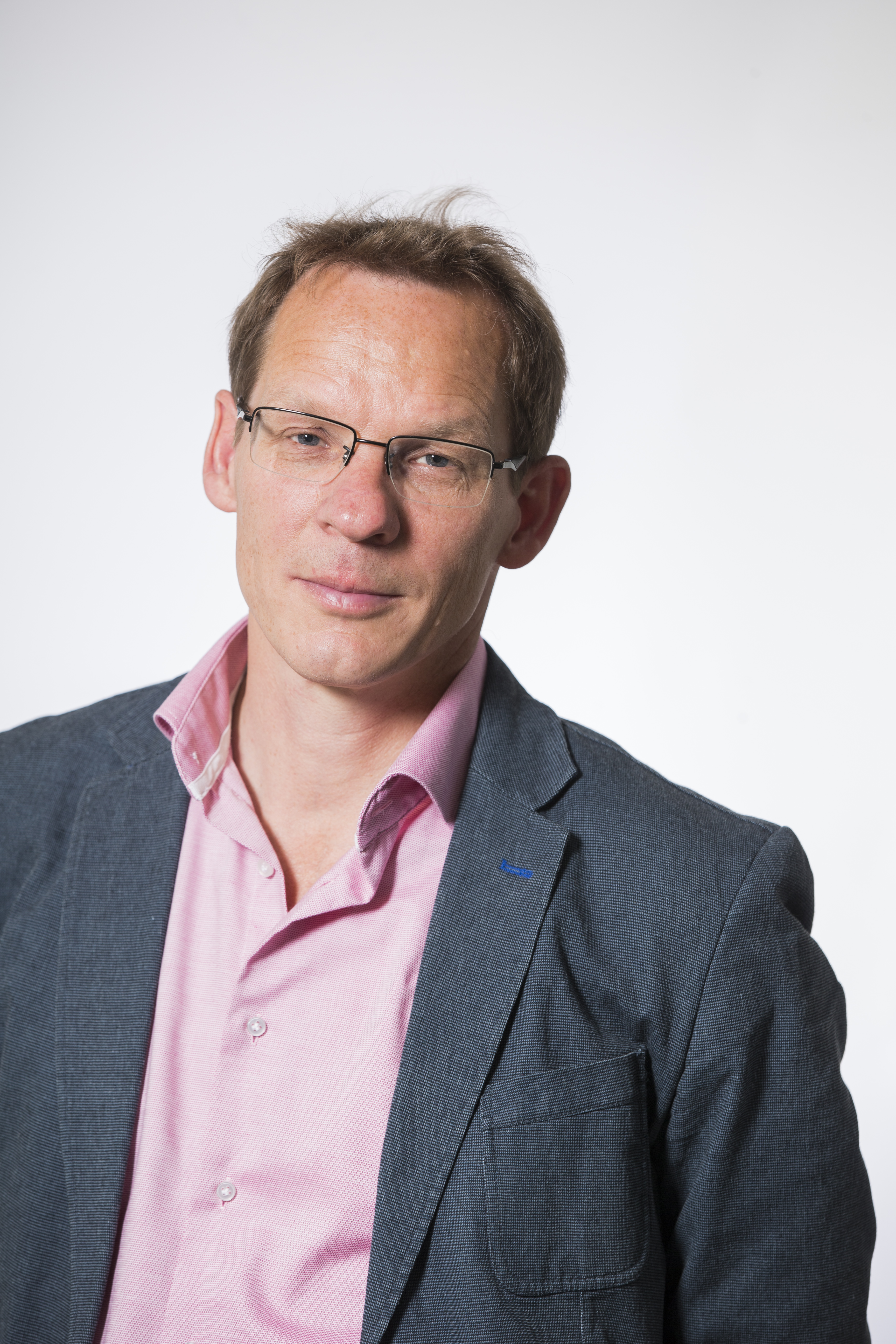
Lodi Nauta (2016)

Lodewijk Willem „Lodi“ Nauta (* 1966 in Groningen) ist ein niederländischer Philosophiehistoriker und Hochschullehrer an der Reichsuniversität Groningen.
Nauta studierte Biologie, Mediävistik und Geschichte der Philosophie in Groningen und York und wurde 1999 an der Universität Groningen cum laude in Philosophiegeschichte promoviert (William of Conches and the Tradition of Boethius' Consolatio Philosophiae). 2001 erhielt er ein VIDI-Stipendium der niederländischen Forschungsorganisation NWO für ein Forschungsprogramm für die vergleichende Geschichte der Sprachkritik in der Philosophie des späten Mittelalters, der Renaissance und des 20. Jahrhunderts. 2009 erhielt er einen VICI-Stipendium für sein Forschungsprogramm Humanisten als Philosophen: Die Rolle des Humanismus der Renaissance in der Geistesgeschichte. 2006 wurde er Professor für Mittelalterliche und Renaissance-Philosophie in Groningen und 2010 ordentlicher Professor für Philosophiegeschichte. 2013 wurde er Dekan des Fachbereichs Philosophie.
Er befasste sich unter anderem mit Boethius, Lorenzo Valla und Wilhelm von Conches (Thema seiner Dissertation). Er forschte über die Renaissance des 12. Jahrhunderts, die Entstehung des Humanismus im 15. Jahrhundert und die Entstehung der neuzeitlichen Philosophie im 17. Jahrhundert und in der Aufklärung.
2008 war er Gastprofessor am The Harvard University Center for Italian Renaissance Studies in der Villa I Tatti in Florenz.
Nautas Buch In defense of common sense erhielt 2010 den Buchpreis des Journal of the History of Philosophy und 2011 den Research Prize Italian Studies des Italienischen Kulturinstituts in den Niederlanden.
2016 erhielt er den Spinoza-Preis. Für seine Dissertation und andere Arbeiten erhielt er 2000 den Keetje-Hodshon-Preis.
Er war 2006 bis 2013 Herausgeber der Zeitschrift Vivarium. 2005 wurde er Mitglied der Jungen Akademie der Königlich Niederländischen Akademie der Wissenschaften (KNAW) und 2011 Mitglied der KNAW.

## Schriften (Auswahl)
- Lorenzo Valla: Dialectical disputations. Edited and translated by Brian P. Copenhaver and Lodi Nauta. Harvard University Press, Cambridge 2012 (2 Tl.), ISBN 978-0-674-05576-6 und ISBN 978-0-674-06140-8.
- In defense of common sense. Lorenzo Valla’s humanist critique of scholastic philosophy. Harvard University Press, Cambridge 2009, ISBN 978-0-674-03269-9.
- Language and cultural change. Aspects of the study and use of language in the Later Middle Ages and the Renaissance. Ed. by Lodi Nauta. Peeters, Leuven 2006, ISBN 978-90-429-1757-6.
- Imagination in the later Middle Ages and Early Modern times. Ed. by Lodi Nauta and Detlev Pätzold. Leuven, Peeters, 2004, ISBN 90-429-1535-8.
- The pessimistic Hobbes? Continuity and development in Hobbes's thought between The elements of law and Leviathan. Groningen, Faculty of Philosophy, 2000, keine ISBN.
- Between demonstration and imagination. Essays in the history of science and philosophy presented to John D. North. Ed. by Lodi Nauta and Arjo Vanderjagt. Brill, Leiden 1999, ISBN 90-04-11468-8.
- William of Conches and the tradition of Boethius' Consolatio Philosophiae. An edition of his Glosae super Boetium and studies of the Latin commentary tradition. Proefschrift Rijksuniversiteit Groningen, Groningen 1999.